# 거등왕
거등왕(居登王, ? ~ 253년  9월 17일)은 금관가야의 제2대 국왕(재위: 199년 3월 13일 ~ 253년 9월 17일)이다. 수로왕과 허황옥의 12남매 중 장남이다. 시호는 도왕(道王)이다.

## 생애

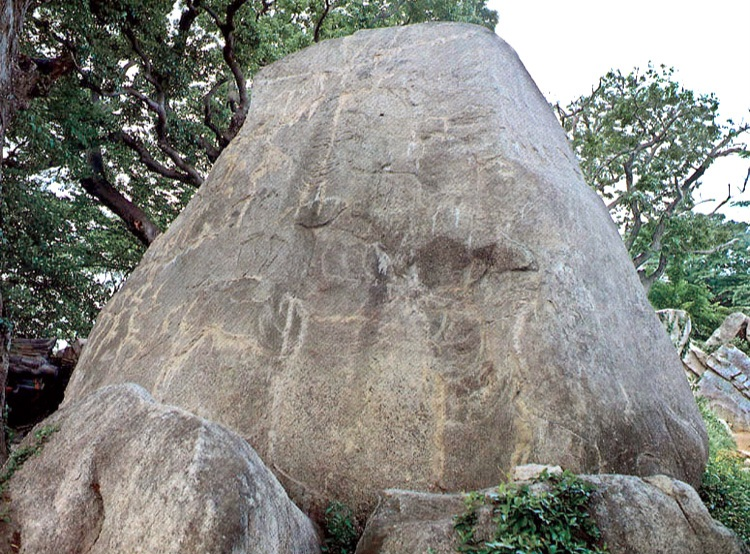
김해 초선대 마애여래좌상

《삼국유사》의 가락국기(駕洛國記)에 따르면 금관가야의 제 2대 국왕으로 재위기간은 199년~253년이다. 
가야국의 시조인 수로왕(首露王)과 허황옥(許黃玉)의 아들이다. 허황옥(許黃玉)이 곰이 나타나는 해몽을 꾸고 거등왕을 낳았다고 전해진다.
왕비는 천부경(泉部卿) 신보(申輔)의 딸 모정부인(慕貞夫人)이며 태자 마품(麻品)을 낳았다. 한편으로 마품(麻品)이 손자라고도 한다. 신보는 인도에서 온 허황후를 시종하던 신하였다
수로왕 사후 편방(便房)을 설치하고 매년 정월 3일과 7일, 5월 5일, 8월 5일과 15일에 제사를 지내도록 지시했으며, 부모의 은혜를 기리기위해 천태산에 아버지 수로왕을 위한 부은암(父恩菴) 무척산에는 어머니 허황옥을 위한 모은암(母恩庵)을 창건했다. 자암산에는 자신을 위한 자은암을 세웠다고 전해진다.

### 포상 팔국의 난과 감문국 정벌
209년 포상팔국(浦上八國)이 난이 일어났다. 신라에 구원을 요청하여 신라의 왕자 우로(于老)와 이벌찬 이음(利音), 물계자(勿稽子)의 군사 지원을 받아 난을 진압하였다.
231년 7월 가락국 군대가 신라 연합하여 감문국(甘文國)을 병합하였다.
249년 왜가 신라를 침략하여 왕자 우로(于老)를 살해하였는데, 이 때 거등왕이 군사를 보냈다.

### 초선대
동국여지승람에 의하면 초선대에서 가락국의 거등왕이 칠점산의 선인(仙人)을 초대해 국정을 자문하고 거문고와 바둑을 즐겼다는 전설이 전해 내려오고 있다.
이곳에는 높이 5.1m의 거대한 암벽에 거등왕의 초상으로 추정되는 마애불의 웅장한 형상(마애여래좌상)이 새겨져 있기도 하다.

## 가계
- 부왕 : 수로왕(首露王, 42~199 재위:42~199)
- 모후 : 허황옥(許黃玉, 33~189)
  - 국왕 : 거등왕(居登王, ? ~253 재위:199~253)
  - 왕비 : 모정부인(慕貞夫人), 천부경(泉府卿) 신보(申輔)의 딸
    - 아들 : 마품왕(麻品王, 208 ~291 재위:253~291)

## 같이 보기
- 한국의 군주 목록
- 한국의 역사
- 삼국 시대